# Ternana Calcio 1996-1997
Questa pagina raccoglie le informazioni riguardanti la Ternana Calcio nelle competizioni ufficiali della stagione 1996-1997.

## Stagione
Nella stagione 1996-1997 la Ternana disputa e vince il girone B del campionato di Serie C2, raccogliendo 71 punti. Allenata da Luigi Delneri domina il torneo, già in testa al termine del girone di andata con 33 punti, nel ritorno ne raccoglie ben 38, vincendo da protagonista il campionato e salendo direttamente in Serie C1, accompagnata dal Livorno che vince i playoff, dopo aver blindato il secondo posto nel torneo. In questa stagione a Terni arrivano novità anche a livello societario, l'ex presidente Franco Fedeli ha ceduto la società ad una cordata di imprenditori romani, il nuovo presidente ternano è il Dr Alberto Gianni. Nella Coppa Italia di Serie C i rossoverdi superano il Frosinone ai calci di rigore nel primo turno, eliminano il Sora nel secondo turno, poi nel terzo turno cedono il passo alla Pistoiese.

## Rosa
| N. |                   | Ruolo | Calciatore         |
| -- | ----------------- | ----- | ------------------ |
| -  | Italia (bandiera) | C     | Bruno Baldari      |
| -  | Italia (bandiera) | C     | Daniele Bellotto   |
| -  | Italia (bandiera) | P     | Giuseppe Benatelli |
| -  | Italia (bandiera) | C     | Patrizio Billio    |
| -  | Italia (bandiera) | C     | Roberto Borrello   |
| -  | Italia (bandiera) | C     | Andrea Caverzan    |
| -  | Italia (bandiera) | D     | Giacomo Filippi    |
| -  | Italia (bandiera) | A     | Diego Grassi       |
| -  | Italia (bandiera) | C     | Fabio Manganiello  |
| -  | Italia (bandiera) | D     | Daniele Marsan     |
| -  | Italia (bandiera) | C     | Roberto Marta      |
| -  | Italia (bandiera) | D     | Mauro Mayer        |
| -  | Italia (bandiera) | D     | Marco Mengucci     |

| N. |                   | Ruolo | Calciatore          |
| -- | ----------------- | ----- | ------------------- |
| -  | Italia (bandiera) | C     | Giacomo Modica      |
| -  | Italia (bandiera) | C     | Mirko Monetta       |
| -  | Italia (bandiera) | C     | Vasco Morelli       |
| -  | Italia (bandiera) | D     | Riccardo Onorato    |
| -  | Italia (bandiera) | A     | Claudio Pelosi      |
| -  | Italia (bandiera) | P     | Francesco Rapetti   |
| -  | Italia (bandiera) | A     | Giancarlo Romairone |
| -  | Italia (bandiera) | A     | Giovanni Rossi      |
| -  | Italia (bandiera) | D     | Ciro Scognamiglio   |
| -  | Italia (bandiera) | D     | Cristian Silvestri  |
| -  | Italia (bandiera) | D     | Cristian Stellini   |
| -  | Italia (bandiera) | P     | Oscar Verderame     |
| -  | Italia (bandiera) | A     | Diego Zanin         |

## Risultati

### Serie C2

#### Girone di andata
| Arbitro: | Ciulli (Roma) |

|                        |           |                   |
| Silvestri 7’ Zanin 91’ | Marcatori | 35’ G. Ferrazzoli |

| Arbitro: | Gazzi (Torino) |

|                         |           |                        |
| Lorieri 39’ Cartini 76’ | Marcatori | 14’ Zanin 89’ Bellotto |

| Terni 15 settembre 1996 3ª giornata | Ternana                 | 0 – 0 | Arezzo | Stadio Libero Liberati\| Arbitro: \| Campofiorito (Chiavari) \| |
| Arbitro:                            | Campofiorito (Chiavari) |       |        |                                                                 |

| Arbitro: | Sputore (Vasto) |

|                                        |           |                                          |
| Morabito 7’, 17’ Bonaldi 20’, 46’, 89’ | Marcatori | 10’ Silvestri 70’ Zanin 90’ Scognamiglio |

| Arbitro: | Calcagno (Nichelino) |

|                                                          |           |            |
| Marta 8’ Silvestri 58’ Bellotto 61’ Romairone 67’ (rig.) | Marcatori | 47’ Spilli |

| Arbitro: | Alvino (Salerno) |

|  |           |                 |
|  | Marcatori | 7’ Scognamiglio |

| Arbitro: | Tullio (Avezzano) |

|              |           |           |
| G. Rossi 75’ | Marcatori | 85’ Buscè |

| Arbitro: | Pascariello (Lecce) |

|              |           |              |
| Facchini 27’ | Marcatori | 40’ Caverzan |

| Arbitro: | Rosetti (Torino) |

|                                          |           |              |
| Caverzan 53’ G. Rossi 60’ Zanin 71’, 85’ | Marcatori | 8’ Di Pietro |

| Arbitro: | Acronzio (Teramo) |

|                |           |           |
| G. Cavallo 74’ | Marcatori | 90’ Mayer |

| Arbitro: | Raccichini (Voghera) |

|             |           |  |
| Monetta 51’ | Marcatori |  |

| Arbitro: | Cardella (Torre del Greco) |

|  |           |                    |
|  | Marcatori | 32’ (aut.) Buratti |

| Arbitro: | Ardito (Bari) |

|                                             |           |                 |
| Pittaluga 41’ (aut.) Monetta 46’ Grassi 83’ | Marcatori | 10’ Carrettucci |

| Tolentino 15 dicembre 1996 14ª giornata | Tolentino          | 0 – 0 | Ternana | Stadio della Vittoria\| Arbitro: \| Biasutto (Vicenza) \| |
| Arbitro:                                | Biasutto (Vicenza) |       |         |                                                           |

| Arbitro: | Borelli (Roma) |

|                           |           |                      |
| Monetta 9’ Zanin 57’, 76’ | Marcatori | 81’ (rig.) Polmonari |

| Arbitro: | Pirrone (Messina) |

|                                 |           |  |
| Paggio 48’ Cavaliere 85’ (rig.) | Marcatori |  |

| Arbitro: | Saccani (Mantova) |

|                                                          |           |                                    |
| Modica 38’ Caverzan 42’ Manganiello 44’ Scognamiglio 95’ | Marcatori | 46’ Tiberi 54’ Maran 67’ Zanvettor |

#### Girone di ritorno
| Pontedera 19 gennaio 1997 18ª giornata | Pontedera         | 0 – 0 | Ternana | Stadio Ettore Mannucci\| Arbitro: \| Urbano (Carbonia) \| |
| Arbitro:                               | Urbano (Carbonia) |       |         |                                                           |

| Arbitro: | Dondarini (Finale Emilia) |

|           |           |  |
| Mayer 58’ | Marcatori |  |

| Arbitro: | Manari (Teramo) |

|          |           |  |
| Bruni 9’ | Marcatori |  |

| Arbitro: | Strazzera (Trapani) |

|            |           |  |
| Modica 84’ | Marcatori |  |

| Arbitro: | N. Ayroldi (Molfetta) |

|  |           |              |
|  | Marcatori | 27’ Bellotto |

| Arbitro: | Pozzi (Como) |

|            |           |                      |
| Modica 50’ | Marcatori | 48’ (aut.) Verderame |

| Arbitro: | Cardella (Torre del Greco) |

|               |           |  |
| Spagnolli 14’ | Marcatori |  |

| Arbitro: | Cossero (Udine) |

|            |           |  |
| Pelosi 45’ | Marcatori |  |

| Arbitro: | Soffritti (Ferrara) |

|                                                 |           |                        |
| Di Pietro 18’ (rig.) Naccarella 33’ Paoloni 62’ | Marcatori | 10’ Modica 21’ Monetta |

| Arbitro: | Cassarà (Palermo) |

|                          |           |  |
| Monetta 63’ Bellotto 74’ | Marcatori |  |

| Arbitro: | Pirrone (Messina) |

|  |           |             |
|  | Marcatori | 83’ Monetta |

| Arbitro: | Alban (Bassano del Grappa) |

|                     |           |  |
| Bellotto 77’ (rig.) | Marcatori |  |

| Arbitro: | Lion (Padova) |

|            |           |                                  |
| Cecchi 73’ | Marcatori | 11’ G. Rossi 89’ (rig.) Bellotto |

| Arbitro: | Ingenito (Nocera Inferiore) |

|            |           |  |
| Pelosi 28’ | Marcatori |  |

| Arbitro: | Manganelli (Milano) |

|  |           |              |
|  | Marcatori | 80’ G. Rossi |

| Arbitro: | Saccani (Mantova) |

|              |           |  |
| Bellotto 86’ | Marcatori |  |

| Arbitro: | Castellani (Verona) |

|  |           |              |
|  | Marcatori | 11’ Bellotto |

## Coppa Italia
| Arbitro: | Cassarà (Palermo) |

|            |           |              |
| Pelosi 33’ | Marcatori | 81’ Caverzan |

| Arbitro: | Battaglia (Messina) |

|              |                      |            |
| G. Rossi 77’ | Marcatori            | 86’ Pelosi |
|              | Tiri di rigore 6 – 4 |            |

| Arbitro: | Palmieri (Cosenza) |

|               |           |  |
| Romairone 13’ | Marcatori |  |

| Arbitro: | Strocchia (Nola) |

|               |           |              |
| Lorenzini 57’ | Marcatori | 22’ Borrello |

| Arbitro: | Rigolon (Trento) |

|                            |           |                      |
| Bellavista 8’ Valdacca 68’ | Marcatori | 12’ (rig.) Romairone |

| Arbitro: | Ingenito (Nocera Inferiore) |

|  |           |                                         |
|  | Marcatori | 10’ D. Russo 85’ Napolioni 93’ Perensin |